# Pinheirinho do Vale
Pinheirinho do Vale är en kommun i Brasilien.   Den ligger i delstaten Rio Grande do Sul, i den södra delen av landet, 1 400 km söder om huvudstaden Brasília. Antalet invånare är 4 503.
Omgivningarna runt Pinheirinho do Vale är en mosaik av jordbruksmark och naturlig växtlighet. Runt Pinheirinho do Vale är det ganska glesbefolkat, med 43 invånare per kvadratkilometer.